# Муравлянка
Муравля́нка (рос. Муравлянка, ерз. Муравлянка) — село (в минулому присілок) у складі Єльниківського району Мордовії, Росія. Входить до складу Новонікольського сільського поселення.
Населення — 104 особи (2010; 146 у 2002).
Національний склад (станом на 2002 рік):
- росіяни — 100 %